# Арена Петрол
„Арена Петрол“ е многофункционален стадион в град Целе, Словения.
Построен е през 2003 г., а през 2008 г. е окончателно завършен. Разполага с капацитет от 13 006 седящи места.
Приема домакинските мачове на местния футболен отбор НК Целе, както и на националния отбор по футбол на Словения.